# Razze di The Legend of Zelda
Questa è una lista delle razze presenti nel vasto mondo di The Legend of Zelda.

## Goron

Un Goron in Twilight Princess

- Apparizioni: Ocarina of Time, Majora's mask, Oracle of Ages, Oracle of Seasons, The Wind Waker, Four Swords Adventures, The Minish Cap, Twilight Princess, Phantom Hourglass, Spirit Tracks, Skyward Sword, Breath of the Wild, Tears of the Kingdom

I Goron sono creature fatte di roccia simili a dei sassi che vivono rintanate in zone montuose. In Ocarina of Time e in Twilight Princess, i Goron vivono pacificamente sul Monte Morte, mentre vivono su un monte omonimo ma fisicamente diverso in Majora Mask; in The Wind Waker in alcune isole si trovano dei Goron mercanti erranti, mentre vivono nell'Isola Goron in Phantom Hourglass; in Spirit Tracks e in Ocarina of Time vivono nel Villaggio Goron. In Skyward Sword sono presenti solo alcuni goron vagabondi, uno dei quali in particolare verrà incontrato più volte nei pressi del Santuario dell'Esilio. Si cibano esclusivamente di pietre o di "Caldarrocce" (come in Phantom Hourglass). In Ocarina of Time aiutano Link a far aprire le porte del Tempio del Tempo donandogli il loro tesoro (il Goron's Ruby) da loro gelosamente custodito. Link riesce a ottenerlo solamente sconfiggendo il Re Dodongo nella Dodongo's Cavern. In Majora Mask, prima di poter accedere a un Dungeon si deve recuperare la maschera di Darmani (l'eroe della tribù, defunto nel tentativo di raggiungere la sommità del Monte Morte) per potersi trasformare in Goron Link, trasformazione che fornisce all'eroe nuovi poteri. In Phantom Hourglass invece, aiutato dal piccolo Gongoron (figlio del capo del villaggio, Grande Goron, Link recupera uno dei tre metalli puri che servono per forgiare la Spada Illusione, unica arma in grado di sconfiggere il malefico Bellum; Inoltre il boss del 5° dungeon ha delle somiglianze con i Goron e i Dodongo, e proprio per questo si chiama Dongorongo. In The Minish Cap appaiono in una missione secondaria, dove scavano una grotta. inizialmente ce ne saranno solo due, poi ne appariranno altri, fra i quali un goron mercante e un goron gigante che darà all'eroe lo scudo specchio. I Goron sono un popolo molto fiero e valoroso, pronto sempre ad aiutare i veri amici, che loro chiamano Fratelli di Roccia. In Breath of the Wild Link verrà aiutato da Yunobo, un giovane Goron imparentato con il deceduto Daruk, ex-campione del suo popolo.

## Kokiri

Da sinistra: un kokiri, uno dei Know-It-All Brothers, Mido, Fado e una Kokiri

I Kokiri (コキリ?, Kokiri) hanno fattezze di bambini, vestono una tunica verde e vivono nella Foresta dei kokiri. Appaiono in The Legend of Zelda: Ocarina of Time, il primo episodio della saga per Nintendo 64, e in The Legend of Zelda: The Wind Waker per Nintendo GameCube.

### Aspetto fisico
I Kokiri indossano tuniche verdi, a volte anche un berretto, ed hanno le orecchie a punta, come la razza Hylia. Tuttavia non crescono e non invecchiano, restando per tutta la vita in corpi di bambini. I Kokiri paiono essere immortali; oppure più semplicemente restano con fattezze di bambini fino alla morte. Non è dato sapere l'età media di un Kokiri. I capelli dei Kokiri possono essere verdi (come quelli di Saria), biondi o castani, ricordando comunque aspetti della foresta, come il verde degli alberi o il castano e il biondo delle foglie d'autunno.

### Caratteristiche
I Kokiri trascorrono la loro esistenza nel loro villaggio, isolati dal mondo esterno, e protetti dall'albero Deku, il guardiano della foresta. Di natura allegra e spensierata, vengono definiti come i figli della foresta stessa, probabilmente generati dallo stesso Deku. Ogni Kokiri possiede una fata personale che fa da guida, amica e guardiana, giocando un ruolo molto importante nella vita dei folletti.
Si dice inoltre che solo i kokiri riescano a trovare la strada nelle Lost Woods, con la guida della propria fata personale. Una persona comune senza una fatina riuscirebbe solamente a perdersi nei suoi meandri misteriosi. Se un Kokiri si perde dentro alle Lost Woods e non riesce ad uscirne, molto probabilmente diventerà uno Skull Kid, un folletto perduto nei meandri della foresta magica. In Ocarina of Time Link non ha una fata personale perché non appartiene alla razza Kokiri, allora l'Albero Deku convoca Navi per accompagnarlo. Nella storia della saga di Zelda due Kokiri hanno aiutato Link: Saria, divenuta Saggio della Foresta, e Fado, in The Wind Waker, saggio del vento, morto per mano di Ganondorf redivivo.  Secondo la tradizione, un Kokiri non può lasciare la foresta: è convinzione comune che morirebbe. Questo è in disaccordo col finale di Ocarina of Time, che mostra i Kokiri al Lon Lon Ranch durante i festeggiamenti per la liberazione di Hyrule. In The Wind Waker non esistono altri Kokiri oltre a Fado. Esistono però i Korogu, che vivono con l'albero Deku sull'isola della foresta. Si tratta di un'evoluzione dei Kokiri, entrati in simbiosi così tanto con la natura da subirne una mutazione. Lo conferma l'albero Deku di The Legend Of Zelda:The Wind Waker, dicendo chiaramente 'un tempo avevano un aspetto umanoide'.

### Kokiri importanti

Saria

- Saria (サリア?) : personaggio molto importante in Ocarina of Time, Saria è una Kokiri molto ammirata dai suoi simili, in particolar modo da Mido, che pare quasi avere una infatuazione nei confronti della ragazza. Di animo gentile e sensibile, Saria regala a Link la Fairy Ocarina e gli insegna la Saria's Song; con questa canzone l'eroe è capace di parlare con lei ogni volta che la suona. Saria è il saggio della foresta e quando Link sconfigge Spettro Ganon gli dona il medaglione della foresta.
- Mido (ミド?) : appare in Ocarina of Time dove è il capo della comunità Kokiri; è invidioso di Link.
- Fado (フォド?, Fodo) : non appare in Ocarina of Time ma fa la sua apparizione come spirito deceduto in The Wind Waker. Fado era il saggio del vento, col suo violino omaggiava le potenze per alimentare la potenza della Master Sword. Abilissimo col violino, faceva parte dell'orchestra condotta dal Re di Hyrule. In Ocarina of Time esiste una Kokiri di nome Fado ma si tratta di due personaggi differenti.

### Origini e nome
I Kokiri potrebbero essere ispirati in vaga misura dalla storia di Peter Pan, avendo vaghe similitudini con quest'opera. Come il personaggio principale e i bambini smarriti, i Kokiri non invecchiano ed indossano tuniche e cappelli verdi, quasi ad essere in simbiosi con la foresta stessa.
Ogni nome dei kokiri, tranne quello di Saria, è una concatenazione di due note musicali: Mi+Do, Fa+Do, e via dicendo.

### Foresta dei kokiri
I Kokiri vivono nella Foresta dei Kokiri, un piccolo villaggio nel Bosco Perduto, la zona boscosa di Hyrule. Nel villaggio si trovano diverse case e una bottega, dove Link si procura lo Scudo Deku; Nel Centro d'addestramento Kokiri Link trova la Spada dei Kokiri dentro uno scrigno.
Il punto più protetto e importante del villaggio è l'albero Deku, il più anziano albero protettore della foresta dove risiede il villaggio, entro il quale si nasconde il primo dungeon: Dentro l'Albero Deku; un altro punto di notevole importanza è la Radura Sacra, un labirinto da cui si accede al Santuario della Foresta, il quarto dungeon del gioco.

## Korogu
- Apparizioni: The Wind Waker, Breath of the Wild, Tears of the Kingdom

I Korogu (コログ?, Korogu) sono esseri simili a piante apparsi per la prima volta in The Wind Waker e si dice che siano stati trasformati dai Kokiri in seguito al Grande Diluvio. Sono piccole creature con corpi simili al legno che indossano maschere fatte di foglie, con il loro peso leggero che consente loro di viaggiare utilizzando i germogli come eliche. I Korogu sono difficili da trovare nonostante siano numerosi e sono meglio protetti nel Bosco dei Korogu, un luogo nascosto nel Bosco Perduto. Lasciano la loro casa, la "Foresta di Hyrule", per piantare i semi del Grande Albero Deku in tutto il mondo, e tornano una volta all'anno per tenere una cerimonia e ottenere più semi. In Breath of the Wild, i Korogu possono essere trovati in tutta Hyrule e i loro semi possono essere scambiati con Castonne, un grande Korogu, per aumentare gli spazi dell'inventario delle armi. Appaiono anche in Tears of the Kingdom con nuovi enigmi.

## Sheikah
- Apparizioni: Ocarina of Time, Oracle of Seasons, Oracle of Ages, Twilight Princess, Skyward Sword, Breath Of The Wild

Gli Sheikah sono una tribù misteriosa di guerrieri abili sia nel combattimento corpo a corpo che nell'uso delle arti magiche. Devoti alla famiglia reale di Hyrule, hanno l'obiettivo di difenderla e di tutelarne i membri, vivendo nell'oscurità e palesandosi solo nei casi necessari. In Ocarina of Time il saggio che rappresenta questo popolo è la tutrice della principessa Zelda, Impa, che offre a Link il suo aiuto in qualità di saggio dell'Ombra, dopo che quest'ultimo ha completato la missione nel Tempio dell'Ombra. Gli Sheikah possiedono un simbolo a forma di occhio che serve a contraddistinguere ciò che appartiene a loro o che è soggetto alla loro influenza. Sheik, personaggio chiave in Ocarina of Time, il quale si dichiara una degli ultimi Sheikah rimasti, lo porta disegnato sull'abito che indossa. Sembra inoltre che gli Sheikah siano collegati in qualche modo con il villaggio Kakariko, il cui cimitero, avvolto nel mistero, ospita l'ingresso del Tempio dell'Ombra, ben celato. 

### Yiga
In Breath of the Wild vi è una tribù di Sheikah ostili, il clan degli Yiga. Gli Yiga sono gli Sheikah che hanno tradito il popolo degli Hylia per servire Ganon, il loro obiettivo è quello di uccidere Link. Gli Yiga vestono di rosso e ricordano i ninja, ubbidiscono e venerano il Maestro Koga, tant'è che dopo la disfatta di quest'ultimo i suoi scagnozzi daranno la caccia a Link per tutta Hyrule per vendicarlo.

## Twili
- Apparizioni: Twilight Princess

I Twili sono un'antica razza, discendente di una tribù di maghi che cercarono di conquistare il Sacro Reame dopo la creazione della Triforza. Vennero banditi dalle tre dee in un limbo conosciuto come Regno del Crepuscolo (Twilight Realm in inglese, il luogo in cui verrà recluso anche Ganondorf), e lentamente si evolvettero in una pacifica razza di creature, di colore bianco e nero. I loro corpi presentano forme allungate e non proporzionate. Due esemplari di questa razza, Midna e Zant, presentano caratteristiche completamente uniche per la loro specie. Proprio quest'ultimo, stava per essere eletto re, quando il popolo decise di eleggere Midna regina.
Disperato, Zant vagò senza meta ai confini del Crepuscolo, fino a quando trovò Ganondorf, che gli disse che era un semi-dio, dandogli una prova: parte del suo potere che, unito a quello posseduto da Zant, divenne immenso. Il Twili aveva quindi trasformato Midna in una creaturina, mentre l'intera popolazione era stata trasformata in orride creature al suo servizio. Tocca quindi a Link salvare il Reame.

## Zora

Uno Zora in Twilight Princess

- Apparizioni: Ocarina of Time, Majora's Mask, Oracle of Ages, The Wind Waker, Twilight Princess, Breath of the Wild, Tears of the Kingdom

Gli Zora sono delle pacifiche ed amichevoli creature simili a pesci. Nei primi giochi della serie, erano presenti delle creature ostili chiamate Zolas, definite da Nintendo come delle femmine di Zora divenute crudeli. Successivamente, questo disguido fu corretto in Oracle of Ages, dove viene fatta una maggiore distinzione tra Zora ostili e buoni. In questo gioco, gli Zora cattivi sono chiamati Zora di fiume e quelli amichevoli Zora di mare. Il loro aspetto viene rinnovato per la prima volta in Ocarina of Time, dove vengono rappresentati con caratteristiche più umane. In questo gioco, la loro pelle è di colore bianco con alcune zone blu, gli occhi sono completamente neri e i loro piedi sono simili a pinne. La Principessa Ruto, figlia del re della tribù degli Zora, aiuterà Link nella sua avventura, e in seguito diverrà una dei sette saggi. In Twilight Princess, gli Zora vengono cambiati d'aspetto ancora una volta e qui presentano caratteristiche ancora più umane. Gli occhi sono dotati di pupilla, e il loro naso appare uguale a quello di un uomo. La loro pelle è liscia e di colore grigiastro, tranne nella pancia e nel petto dove è bianca; le branchie sono spostate sui fianchi. Gli Zora femmina presentano inoltre una colorazione tendente al rosa. Queste creature depongono delle uova che devono essere tenute al freddo. I cuccioli appena nati sono simili a dei girini. Inoltre, gli Zora apprezzano la musica, infatti in Majora's Mask esiste una band musicale composta da Zora, gli Indigo-Gos. In The Wind Waker gli Zora si sono evoluti nei Rito (razza di volatili intelligenti ed umanoidi). Link conoscerà solo una Zora ormai scomparsa per mano di Ganondorf: il Saggio della Terra Laruto. In Breath of the Wild gli Zora cambiano nuovamente aspetto, presentandosi più simile a degli squali. Qui gli Zora risiedono in un regno del quale fa parte il principe Sidon, fratello minore della deceduta Mipha, ex-campionessa del suo popolo.

## Gerudo

Una Gerudo in Ocarina of Time

- Apparizioni: Ocarina of Time, Majora's Mask, Four Swords Adventures, Breath of the Wild, Tears of the Kingdom

Le Gerudo sono una delle più famose razze della serie di videogiochi The Legend of Zelda. Fanno la loro comparsa in Ocarina of Time, nel mondo di Termina in Majora's Mask come pirati, in Four Swords Adventure ed infine in Breath of the Wild e Tears of the Kingdom. Nonostante i pochi giochi in cui sono apparse in "carne e ossa" le Gerudo sono famose sia per le moltissime citazioni (per esempio danno il nome a uno dei tanti pani di The Minish Cap) che tramite il loro più famoso esponente, Ganondorf. Le Gerudo, che sono un popolo guerriero di sole donne, disprezzano i maschi, ciò nonostante una volta ogni cento anni tra di loro nasce un bambino che è destinato a diventare il capo incontrastato della tribù. Il loro simbolo appare in molti altri giochi di Zelda, come sulle spade di Ganondorf in The Wind Waker e stranamente sugli abiti di Zant in Twilight Princess.

## Hylia
- Apparizioni: tutti i giochi della serie.

Gli Hylia sono l'etnia dominante a Hyrule. Umili lavoratori, astuti commercianti, allevatori, guardie, dottori, nobili o vagabondi, essi costituiscono la maggior parte dei cittadini del regno. In Ocarina of Time si possono trovare un po' dappertutto, ma soprattutto affollano la piazza del mercato ogni giorno, finché il malvagio Ganondorf non fa sprofondare la grande città di Hyrule nelle tenebre, allora si rifugiano nel Villaggio Calbarico. Nella sua avventura Link, che da sempre credeva di appartenere al popolo dei Kokiri, scopre di essere invece un Hylia dopo aver eliminato Phantom Ganon nel Tempio della Foresta. Il saggio che li rappresenta è il vecchio Rauru, custode del Sacro Reame, saggio della Luce, che, riconoscendo in Link l'eroe da tutti atteso per liberare Hyrule dal male, lo incarica di rintracciare gli altri saggi del regno per poterlo aiutare a sconfiggere Ganondorf.

## Minish
- Apparizioni: The Minish Cap

Un Minish Silvano

I Minish, chiamati "Picori" nel manga, sono folletti che appaiono solo in The Minish Cap e che aiutano Link durante l'avventura. Secondo una leggenda, che appare all'inizio del gioco, i Minish donarono agli uomini una spada leggendaria (Quadrispada) che viene usata da un eroe per distruggere il male, dopodiché la spada fu conservata come reliquia. I Minish possono essere visti solo dai bambini una volta ogni cento anni durante una festa a loro dedicata.
- I Minish si dividono in tre tipi:
  - I Minish silvani vivono nella Foresta di Tylora e hanno come capo il decano Archiardo. Sono vestiti di verde con un cappellino rosso e usano i quadrifogli come ombrelli.
  - I Minish urbani vivono nella città di Hyrule e hanno come capo il decano Melgardo. Sono vestiti di blu o giallo con un cappello rispettivamente blu o giallo.
  - I Minish montani vivono sul monte Fez e hanno come capo Fusardo. Sono in tutto 7 e 3 di loro hanno un piccone.

## Subrosiani
- Apparizioni: Oracle of Seasons, Oracle of Ages

I Subrosiani sono esseri incappucciati che vivono a Subrosia (una città raggiungibile attraverso dei portali).

## Eschimù e Yeti
Gli Yeti (gli ultimi due rimasti) che appaiono in Twilight Princess vivono sulle montagne innevate e prediligono le basse temperature, così come gli Eschimù che troviamo in Phantom Hourglass e Spirit Tracks. Questi ultimi sono, come si intuisce dal nome, qualcosa di simile al popolo eschimese, eccetto per il fatto che non sono persone: essi somigliano infatti a pinguini dal volto umano, provvisti di un paio di palchi da renna e possono essere di vari colori sgargianti tra cui il blu e il viola.

## Deku
I cespugli Deku solitamente fanno parte delle razze nemiche che Link si trova a dover affrontare nel corso delle sue avventure, tuttavia in Majora's Mask sono un vero e proprio popolo con tanto di palazzo reale e molti di loro si dedicano al commercio.

## Mogma e Kyuri

Un mogma

I Mogma e i Kyuri appaiono solo in Skyward Sword. I primi sono un antico popolo di uomini-talpa che vivono nel sottosuolo, mentre i secondi sono degli esserini somiglianti ad  ibridi tra piante (precisamente bulbi che si schiudono) e kiwi (inteso come volatile, ma per assurdo si potrebbe anche dire che assomigliano al frutto), o pinguini. Il loro nome deriva dal giapponese Kyūri, appunto, che significa cetriolo. 
In Skyward Sword poi appaiono anche dei robot che abitano le terre di Ranel, anche se non sono propriamente classificabili come razza.

## Rito
- Apparizioni: The Wind Waker, Breath of the Wild, Tears of the Kingdom

I Rito sono un popolo di volatili ornitomorfi, vengono anche chiamati con il nome di Falchi Viaggiatori (in The Wind Waker). Essi abitano il borgo dei Rito situato nelle terre di Colbacco, intorno a una montagna dalla forma di un uccello. Prediligono l'arco come arma da combattimento perché più facile da usare in volo. Per educarsi al suo uso, i Rito si servono di un campo di addestramento chiamato Volodromo presente al confine tra Hebra e Colbacco. Link viene aiutato da Teba, un guerriero rito, nel liberare il colosso sacro Vah Medoh dalla maledizione di Ganon, e lo spirito del deceduto Revali, ex-campione del suo popolo.

## Zonau
- Apparizioni: Tears of the Kingdom

Gli Zonau (ゾナウ?, Zonau) sono un'antica razza che appare in Tears of the Kingdom. Inizialmente citati attraverso varie rovine in Breath of the Wild, sono stabiliti in Tears of the Kingdom come la tribù che originariamente fondò Hyrule, con Raul che fu il primo re insieme a sua moglie Sonia. Nel gioco, la tecnologia Zonau è predominante in tutta Hyrule sotto forma di sacrari, rovine, Golem e altri dispositivi Zonau. Hanno anche creato i geoglifi, su cui Link indaga durante la missione principale "Le lacrime del drago" insieme alle rispettive lacrime del drago per saperne di più sulla scomparsa di Zelda. Nel libro Creating a Champion, gli Zonau sono descritti come utilizzatori di magia che adorano la Triforza.